# JACK IN THE BOX (THE BRICK'S TONEのアルバム)
JACK IN THE BOX (ジャック・イン・ザ・ボックス) は、THE BRICK'S TONEが1993年3月21日にBMGビクターからリリースした、初のオリジナル・アルバム。

## 収録曲
全作詞・作曲・編曲：THE BRICK'S TONE
1. JACK IN THE BOX (4:52)
2. ローラーコースター (2:28)
3. SWEET SOUL MONKEY (3:16)
4. Get Rich Quick (一攫千金野郎) (4:06)
5. ジェイルバード (3:12)
6. ベンジャミンの夢 (4:00)
7. 空っぽのハンプティーダンプティー (3:11)
8. フェイク (ニセモノ天国) (3:13)
9. レイン キャッツ&ドッグス (4:46)
10. Ricky-Ticky (4:16)
11. ナンバーネクスト9 (3:17)
12. エスカレート (4:41)

## 参加ミュージシャン
- 篠原太郎:ボーカル、ギター、ピアノ、オルガン、ハーモニカ
- 古川英俊:ボーカル、ベース、パーカッション
- 大槻敏彦:ボーカル、ドラム、パーカッション